# MAD Architects
MAD Architects ou MAD est un cabinet d'architecture chinois. MAD a notamment construit le musée d'Ordos, les tours d'habitations de Phoenix Island, le Huzhou Sheraton Resort & Spa ou les Absolute World. MAD Architects est dirigée par Ma Yansong, Dang Qun et Yosuke Hayano. MAD a des bureaux à Pékin, Los Angeles et New York. MAD a été fondé en 2004. Cette agence constitue l'une des figures majeures de l'architecture contemporaine en Chine, mais se contente de transposer le modèle occidental.
En 2019, les projets gigantesques réalisés par ce groupe frôlent les 700 000 m2.